# Theodor-Mommsen-Gedächtnis
Koordinaten: 54° 19′ 44,1″ N, 8° 46′ 45,5″ O
Das Theodor-Mommsen-Gedächtnis in Garding ist eine Gedenkstätte und ein Museum für den Historiker und ersten deutschen Literatur-Nobelpreisträger Theodor Mommsen. 1987 wurde sie neben seinem Geburtshaus eingerichtet.

## Ausstellung
Die reich bebilderte Ausstellung zeigt Mommsens Lebensstationen, beginnend mit seiner Kindheit in Garding und Bad Oldesloe, seiner Studienzeit in Kiel, dann als Professor, Wissenschaftler und Publizist in Leipzig, Zürich und Berlin. Daneben wird auch Mommsens Privatleben mit Familie und Freunden beleuchtet. Besondere Aufmerksamkeit gilt dessen Beziehungen zu seinem Geburtsort Garding.
Die Ausstellung gliedert sich in folgende Abschnitte:
- Eiderstedt
- Familie – Geburt
- Kindheit – Jugend – Ausbildung
- Reise
- Tendenzen der Zeit
- Leipzig – Freunde
- Zürich – Breslau – Heirat
- Römische Geschichte
- In Berlin
- Nobelpreis
- Heimat – Charakter – Bedeutung

## Geburtshaus
Mommsens Geburtshaus ist das benachbarte Diakonatsgebäude. Er wurde hier am 30. November 1817 als jüngstes von sechs Kindern des Diakons Jens Mommsen und seiner Frau Sophie Elisabeth geboren. Im März 1821 zog die Familie nach Bad Oldesloe.

## Gedenken in Garding

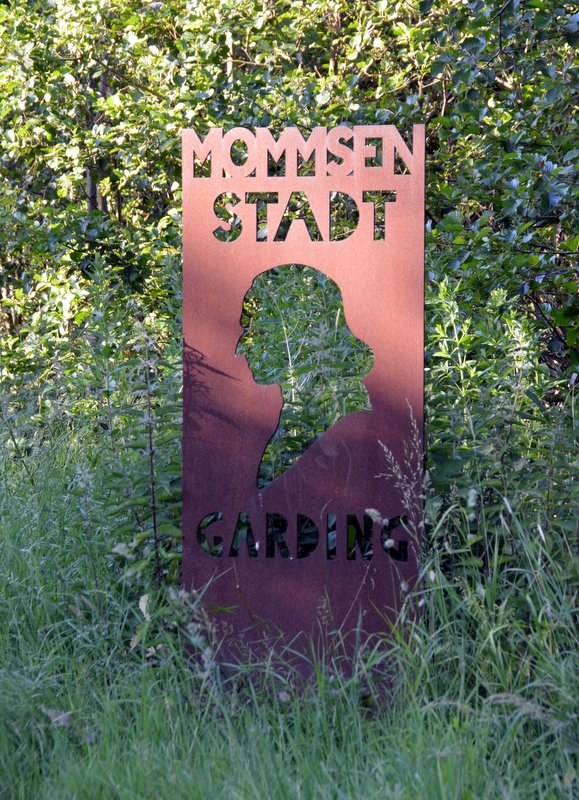
An den Gardinger Ortseingängen finden sich solche Hinweise

1895 zum Ehrenbürger ernannt, wurde im Sommer 1903 eine Gedenktafel am Geburtshaus enthüllt. 1911 errichtete man ihm im Stadtpark ein Denkmal. Diese Bronzebüste des Berliner Bildhauers Heinrich Splieth (1877–1929) wurde im Sommer 2000 von Unbekannten entwendet und gilt seither als verschollen. Inzwischen wurde ein Abguss der Mommsen-Büste des Berliner Bildhauers Karl Pracht auf dem Denkmalssockel angebracht. Seit dem 1. Januar 2002 trägt Garding den Titel „Theodor-Mommsen-Stadt“.